# 1982-es labdarúgó-világbajnokság-selejtező
Az 1982-es labdarúgó-világbajnokság selejtezőire 109 ország válogatottja adta be nevezését. Ezen a világbajnokságon 8 fővel emelkedett a világbajnoki résztvevők száma, így a korábbi 16 helyett már 24 csapat vehetett részt. A házigazda Spanyolország és a címvédő Argentína automatikusan résztvevője volt a tornának. Rajtuk kívül tehát még 22 hely volt kiadó.
A maradék 22 helyre a következők szerint lehetett bejutni:
- Európa (UEFA): 33 ország (beleértve: Izrael) 14 továbbjutó helyre, 1 automatikus: Spanyolország + 13 hely.
- Dél-Amerika: (CONMEBOL): 9 ország 4 továbbjutó helyre, 1 automatikus: Argentína + 3 hely.
- Észak, Közép-Amerika és a Karibi zóna (CONCACAF): 15 ország 2 továbbjutó helyre.
- Afrika (CAF): 29 ország 2 továbbjutó helyre.
- Ázsia és Óceánia (AFC/OFC): 21 ország 2 továbbjutó helyre.

Végül 103 ország válogatottja lépett pályára, összesen 306 mérkőzést rendeztek, ezeken 797 gól esett, ami meccsenként 2,60-as gólátlagot jelentett.

## Területi zónák
- Európa (UEFA)

1. csoport -  NSZK és  Ausztria jutott ki a vb-re.
2. csoport -  Belgium és  Franciaország jutott ki a vb-re.
3. csoport -  Szovjetunió és  Csehszlovákia jutott ki a vb-re.
4. csoport -  Magyarország és  Anglia jutott ki a vb-re.
5. csoport -  Jugoszlávia és  Olaszország jutott ki a vb-re.
6. csoport -  Skócia és  Észak-Írország jutott ki a vb-re.
7. csoport -  Lengyelország jutott ki a vb-re.
- Dél-Amerika (CONMEBOL)

1. csoport -  Brazília jutott ki a vb-re.
2. csoport -  Peru jutott ki a vb-re.
3. csoport -  Chile jutott ki a vb-re.
- Észak, Közép-Amerika és a Karibi zóna (CONCACAF)

 Salvador és  Honduras jutott ki a vb-re.
- Afrika (CAF)

 Algéria és  Kamerun jutott ki a vb-re.
- Ázsia és Óceánia (AFC & OFC)

 Kuvait és  Új-Zéland jutott ki a vb-re.

## Továbbjutó országok

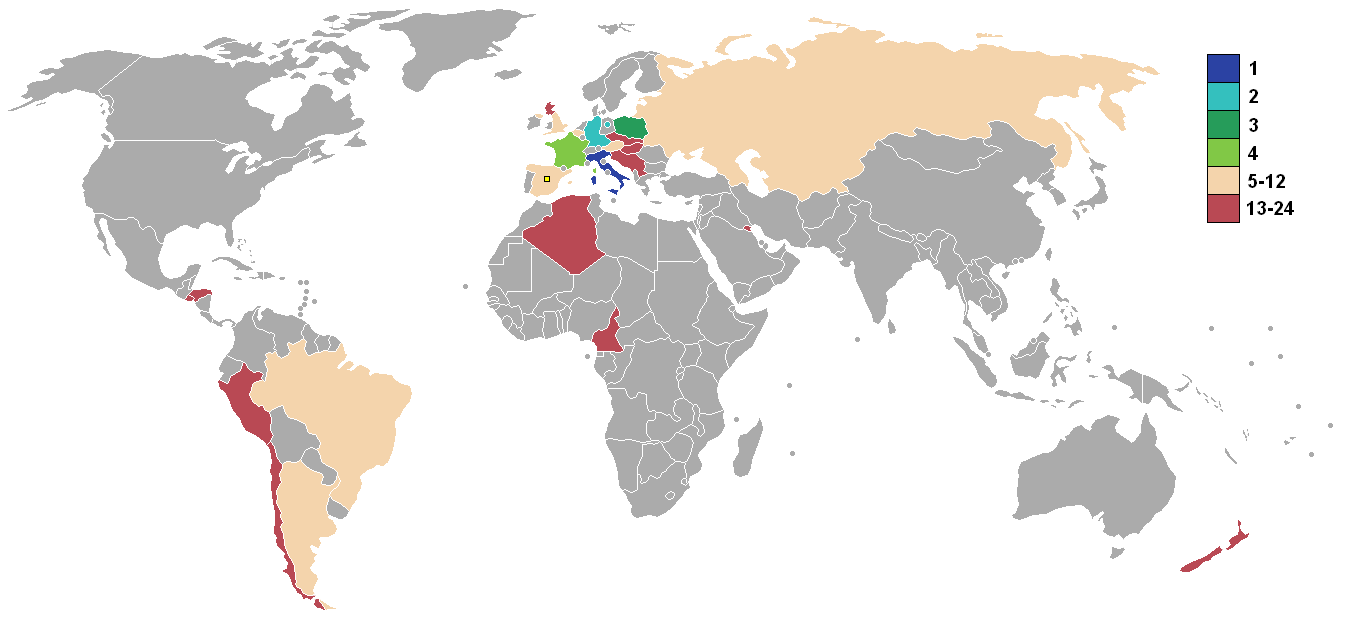
Részt vevő országok

A következő 24 válogatott jutott ki az 1982-es labdarúgó-világbajnokságra:
| Válogatott        | Világbajnoki szereplések | Egymás utáni világbajnoki szereplés | Utolsó világbajnoki szereplés |
| ----------------- | ------------------------ | ----------------------------------- | ----------------------------- |
| Algéria           | 1.                       | 1                                   | –                             |
| Anglia            | 7.                       | 1                                   | 1970                          |
| Argentína (c)     | 8.                       | 3                                   | 1978                          |
| Ausztria          | 5.                       | 2                                   | 1978                          |
| Belgium           | 6.                       | 1                                   | 1970                          |
| Brazília          | 12.                      | 12                                  | 1978                          |
| Chile             | 5.                       | 1                                   | 1966                          |
| Csehszlovákia     | 7.                       | 1                                   | 1970                          |
| Salvador          | 2.                       | 1                                   | 1970                          |
| Észak-Írország    | 2.                       | 1                                   | 1958                          |
| Franciaország     | 8.                       | 2                                   | 1978                          |
| Honduras          | 1.                       | 1                                   | –                             |
| Jugoszlávia       | 7.                       | 1                                   | 1974                          |
| Kamerun           | 1.                       | 1                                   | –                             |
| Kuvait            | 1.                       | 1                                   | –                             |
| Lengyelország     | 2.                       | 1                                   | 1938                          |
| Magyarország      | 8.                       | 2                                   | 1978                          |
| NSZK              | 10.                      | 8                                   | 1978                          |
| Olaszország       | 10.                      | 6                                   | 1978                          |
| Peru              | 4.                       | 2                                   | 1978                          |
| Skócia            | 5.                       | 3                                   | 1978                          |
| Spanyolország (r) | 6.                       | 2                                   | 1978                          |
| Szovjetunió       | 5.                       | 1                                   | 1970                          |
| Új-Zéland         | 1.                       | 1                                   | –                             |

(r) - rendezőként automatikus résztvevő
(c) - címvédőként automatikus résztvevő

### Magyarország továbbjutása
A magyar csapat Angliával, Norvégiával, Romániával és Svájccal került egy selejtezőcsoportba. A kétkörös oda-visszavágó mérkőzések után csoportelsőként jutott ki a világbajnokságra. 

## Érdekességek
- Először alkalmazták az idegenben rúgott több gól nevezetű szabályt. Az afrikai zónában Niger két alkalommal is így jutott tovább Szomália és Togo ellen.
- Első alkalommal szerepelhetett világbajnokságon két-két ország az afrikai és az ázsiai zónából.
- Új-Zéland számos rekordot állított fel első világbajnoki szereplése alkalmával. A selejtezők során 55000 kilométert utaztak, a Fidzsi-szigeteket rekordot jelentő 13–0 arányban legyőzték és kapusuk, Richard Wilson a selejtezőkben 921 percen keresztül nem kapott gólt.

## Külső hivatkozások
- Az 1982-es VB selejtezői a FIFA honlapján Archiválva 2019. június 23-i dátummal a Wayback Machine-ben
- Az 1982-es VB selejtezői a RSSSF honlapján